# Quarry Hunslet

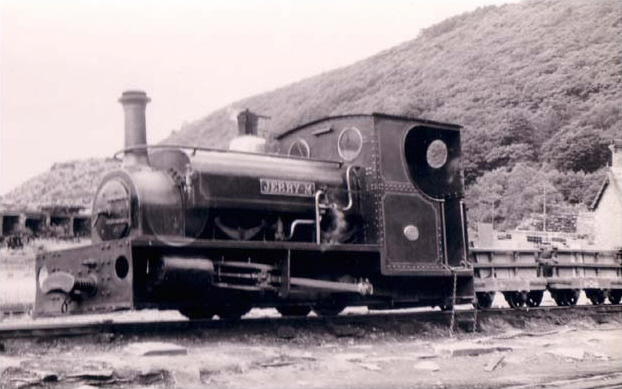
Jerry M. mit typischen Wagen für den Transport von Schieferplatten. Die Lokomotive der Mills Class ist ein Beispiel für die Bauart mit abgesenktem Führerhausboden.

Der Begriff Quarry Hunslet (Steinbruch-Hunslet) bezeichnet von Hunslet gebaute, schmalspurige und relativ kleine Dampflokomotiven für den Betrieb in Steinbrüchen. Der von britischen Eisenbahnfreunden geprägte Begriff ist nicht exakt definiert und umfasst je nach Sichtweise nur Steinbrüche in Nord-Wales oder sogar nur die dortigen Schiefer-Steinbrüche, in denen diese Lokomotiven zuerst auftauchten.
Quarry Hunslets wurden zwischen 1870 und 1932 gebaut; der größte Teil von ihnen wurde in den Penrhyn- und Dinorwic-Steinbrüchen eingesetzt, die damals zu den größten der Welt gehörten. Der Einsatz dieser Lokomotiven endete erst in den 1950er- und 1960er-Jahren, weswegen vergleichsweise viele Quarry Hunslets erhalten geblieben sind.

## Einsatzgebiete
Insbesondere die kleineren Lokomotiven wurden in den Steinbrüchen direkt eingesetzt, oft auf Galerien, die nur über Schrägaufzüge erreicht werden konnten. Andere Lokomotiven wurden für den Transport des gewonnenen Materials zu den steinbrucheigenen Häfen eingesetzt oder für den Rangierbetrieb innerhalb dieser Häfen.
Der Einsatzbereich der Fahrzeuge geht teilweise aus den Klassenbezeichnungen hervor; so bezeichnet z. B. die „Mills Class“ Lokomotiven, die für den Verkehr zwischen den Mills (Mühlen) genannten Werkstätten, in denen der Schiefer verarbeitet wurde, und dem Umladebahnhof für den Weitertransport eingesetzt wurden.

## Merkmale
Alle Quarry Hunslets sind laufachslose Nassdampf-Tenderlokomotiven mit zwei Kuppelachsen (Bauart B n2t). Charakteristisch für das Aussehen der Lokomotiven sind der Satteltank sowie der kurze Achsstand, wobei der Stehkessel hinter der zweiten Kuppelachse angeordnet und wie die Rauchkammer gegenüber dem Langkessel erhöht ist – was wiederum vom Satteltank kaschiert wird.
Anhand der typischen Form des Satteltanks mit einer abgeflachten Oberseite und senkrechten Seitenwänden, an denen stets die Namensschilder angebracht sind, kann man die Quarry Hunslets leicht von vergleichbaren Maschinen anderer Hersteller unterscheiden.
Weitere in den meisten Fällen vorhandene Merkmale sind eine Spurweite von etwas unter 2 Fuß (überwiegend 578 oder 597 mm), ein Außenrahmen, leicht geneigte Außenzylinder und eine innenliegende Stephenson-Steuerung. Bei den Lokomotiven mit 3 Fuß (914 mm) Spurweite, von denen übrigens kein Exemplar erhalten ist, lagen die Räder außerhalb des Rahmens; die sonstigen Unterschiede waren jedoch gering.

## Einteilung

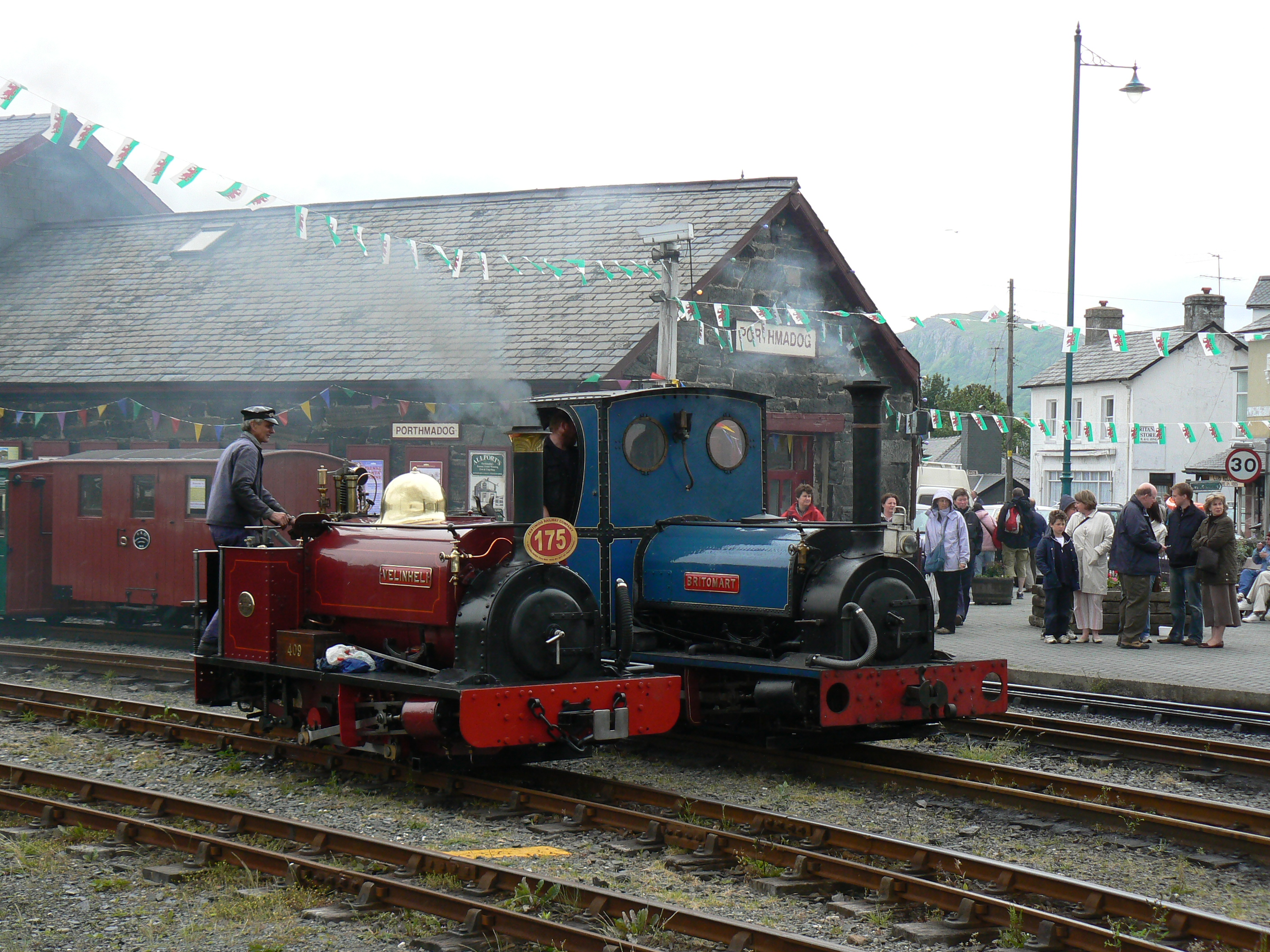
Velinheli und Britomart im Bahnhof von Porthmadog. Nur erstere gehört zur eigentlichen Alice Class.

Obwohl der größere Teil der Quarry Hunslets heute in Klassen eingeteilt wird (z. B. „Alice Class“ oder „Large Quarry Class“), trifft dies die tatsächlichen Verhältnisse nur bedingt. Die Klassenbezeichnungen stammen nicht von Hunslet, sondern entstanden erst etwa Mitte des 20. Jahrhunderts im Zusammenhang mit der Korrespondenz zwischen Eisenbahnfreunden und den Steinbrüchen.
Auch die Lokomotiven der größeren „Klassen“ wurden einzeln oder in kleinen Gruppen geliefert, zum Teil über fast 20 Jahre hinweg. Dadurch ergaben sich einerseits kleinere Unterschiede innerhalb einer Klasse, andererseits wurden für verschiedene Steinbrüche gelieferte aber weitgehend baugleiche Lokomotiven in verschiedene Klassen eingeteilt. So unterscheiden sich die als „Alice Class“ bezeichneten Maschinen des Dinorwic-Steinbruchs untereinander mehr als etwa die nicht zu dieser Klasse zählende (weil an einen anderen Steinbruch gelieferte) Lokomotive Britomart von neueren Exemplaren der Alice Class.
Eine die Betreiber außer Acht lassende Einteilung ist anhand der Hauptabmessungen der Lokomotiven möglich, insbesondere Achsstand und Zylinderdimensionen. Ein weiteres Unterscheidungsmerkmal ist die Bauart des Führerstands: Bei der Mehrzahl der Lokomotiven befindet sich der Führerhausboden auf der Höhe des Umlaufs; bei einigen jedoch ist er gegenüber dem Umlauf etwas abgesenkt („gestufter Rahmen“), um den Einstieg zu erleichtern oder um mit dem Führerhaus eine gewisse Gesamthöhe nicht zu überschreiten.
Ob überhaupt ein Führerhaus vorhanden ist oder nicht, spielt bei der Klasseneinteilung dagegen keine Rolle; dies hing lediglich von der Einsatzumgebung ab und konnte sich im Laufe der Zeit bei einer gegebenen Lokomotive auch ändern. Das Gleiche gilt für die Länge der Schornsteine.

## Übersicht
Nach Achsstand, Raddurchmesser und Zylinderdimensionen in aufsteigender Größe sortiert, ergibt sich folgende Einteilung:
| Achsstand (mm / Zoll) | Raddurchmesser (mm / Zoll) | Zylinderdurchmesser (mm / Zoll) | Zylinderhub (mm / Zoll) | Lokomotiven / Klassen                             | Anmerkung                                                   |
| --------------------- | -------------------------- | ------------------------------- | ----------------------- | ------------------------------------------------- | ----------------------------------------------------------- |
| 914 / 36              | 457 / 18                   | 127 / 5                         | 203 / 8                 | Louisa                                            | kein Umlauf                                                 |
| 914 / 36              | 470 / 18,5                 | 152 / 6                         | 203 / 8                 | Silurian                                          | kein Umlauf                                                 |
| 991 / 39              | 508 / 20                   | 178 / 7                         | 254 / 10                | Alice Class, Small Quarry Class u. a.             | Kessel überwiegend ohne Dampfdom                            |
| 991 / 39              | 508 / 20                   | 178 / 7                         | 254 / 10                | Tryfan und Cadfan                                 | besonders niedrig gebaute „Tunnellokomotiven“               |
| 991 / 39              | 508 / 20                   | 178 / 7                         | 254 / 10                | Dinorwic Port Class                               | Kessellage höher als bei Alice Class, Kessel mit Dampfdom   |
| 991 / 39              | 508 / 20                   | 178 / 7                         | 254 / 10                | Hughie, Stephen, Singapore, Donald und Ardwhallin | für 3-Fuß-Spur mit Innenrahmen                              |
| 1219 / 48             | 508 / 20                   | 178 / 7                         | 254 / 10                | Penrhyn Port Class u. a.                          | gestufter Rahmen                                            |
| 1219 / 48             | 508 / 20                   | 191 / 7,5                       | 254 / 10                | Large Quarry Class                                |                                                             |
| 1219 / 48             | 610 / 24                   | 165 / 6,5                       | 254 / 10                | Tiger                                             | für 3-Fuß-Spur mit gestuftem Innenrahmen und Innenzylindern |
| 1295 / 51             | 610 / 24                   | 191 / 7,5                       | 356 / 14                | Dinorwic und George                               | waagerechte Zylinder                                        |
| 1372 / 54             | 660 / 26                   | 216 / 8,5                       | 356 / 14                | Lilla                                             |                                                             |
| 1372 / 54             | 660 / 26                   | 216 / 8,5                       | 356 / 14                | Mills Class                                       | gestufter Rahmen                                            |
| 1524 / 60             | 660 / 26                   | 254 / 10, 267 / 10,5            | 305 / 12                | Charles, Linda und Blanche                        | stark geneigte Zylinder, kein Umlauf                        |